# Sphingomorpha sipyla
Sphingomorpha sipyla là một loài bướm đêm trong họ Noctuidae.